# Kloster Maria Stern (Essig)

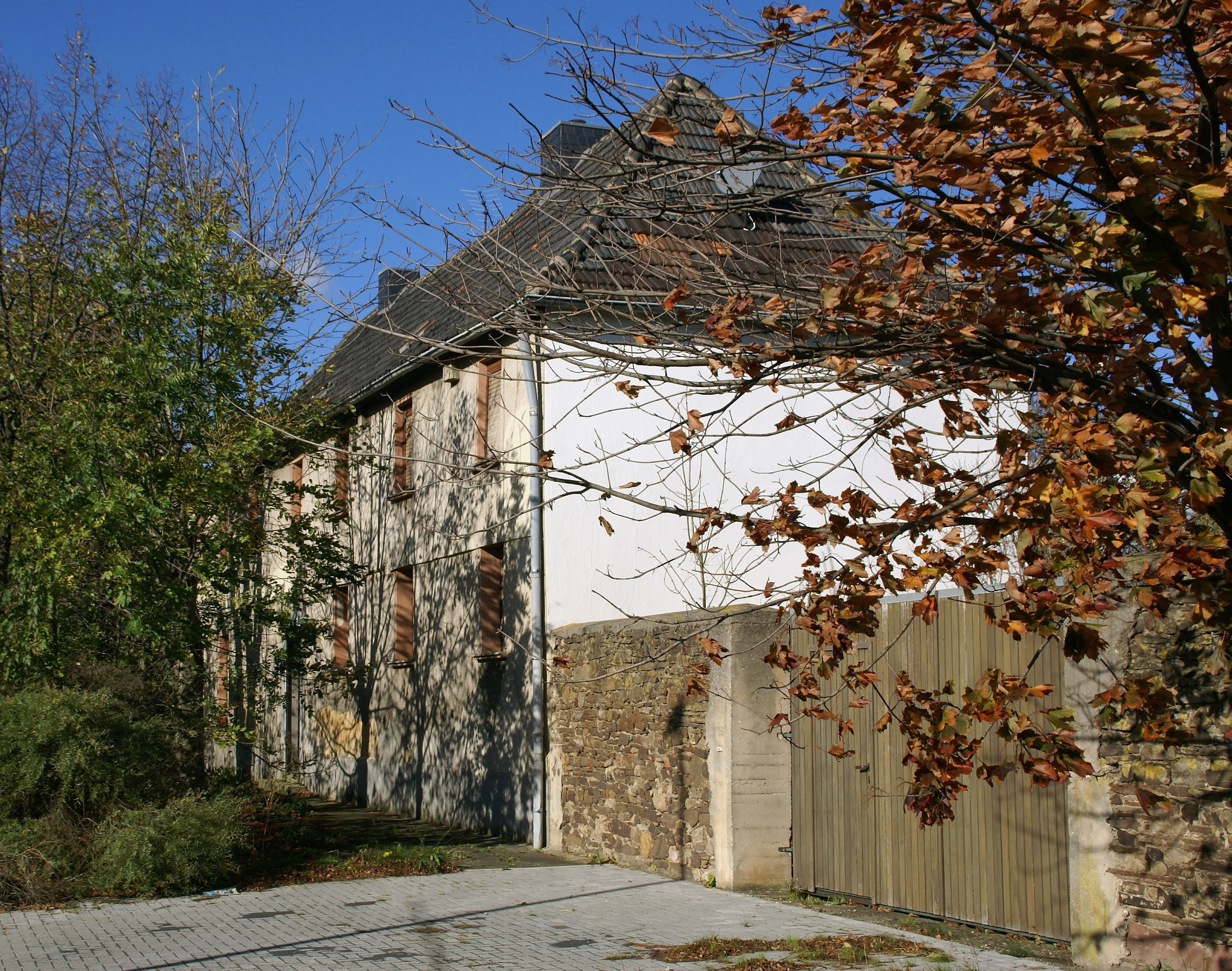
Zufahrt zum vormaligen Klosterhof, 2013

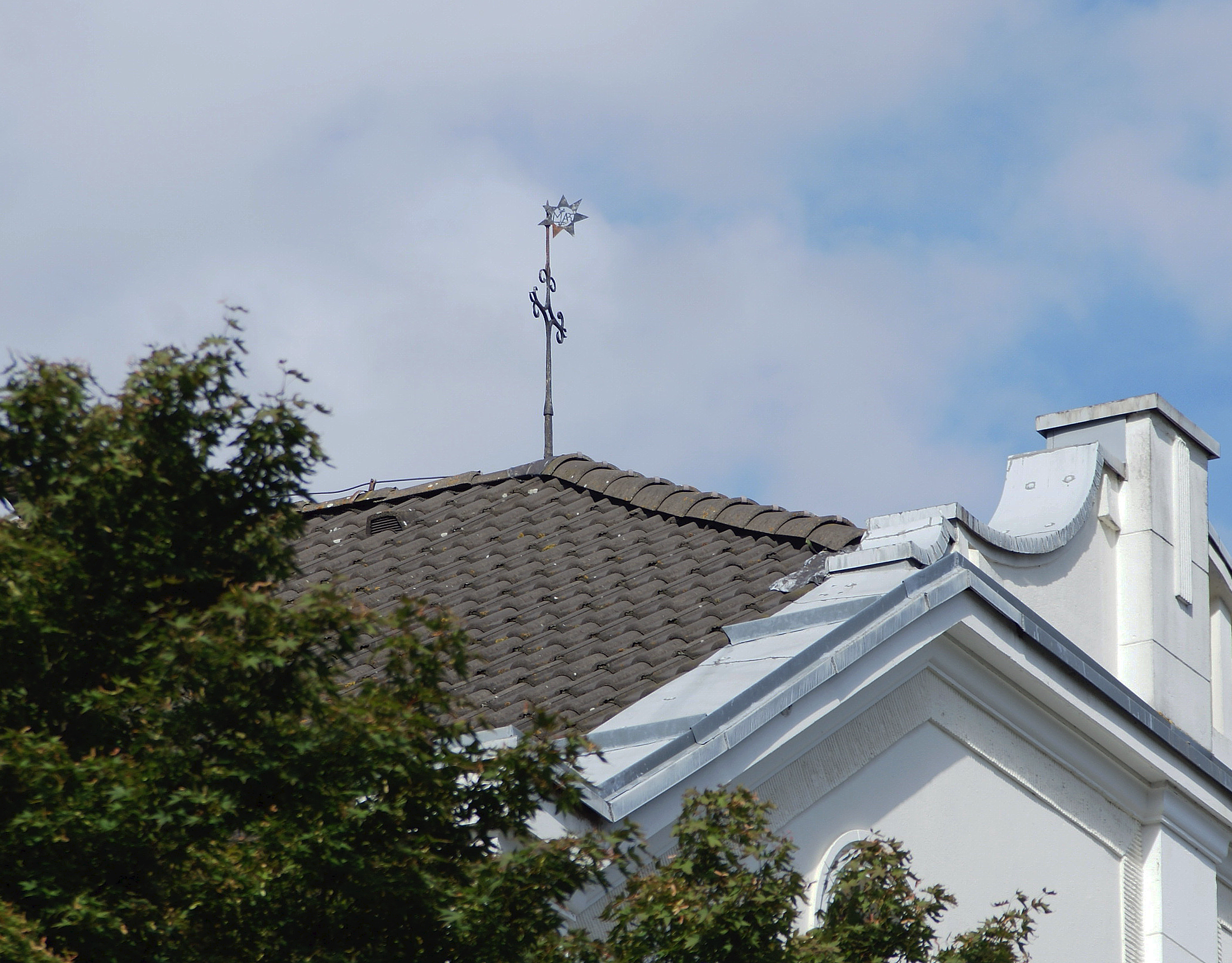
Barockstrukturen des ehemaligen Klosterhauptgebäudes und Windfahne mit dem Symbol des Sternes, das später in das Ortswappen übernommen wurde

Das Kloster Maria Stern (auch: Kloster Marienstern oder Kloster Essig) wurde in der ersten Hälfte des 15. Jahrhunderts in der Ortschaft Essig (Gemeinde Swisttal) im Rhein-Sieg-Kreis gegründet und bestand bis zu seiner Auflösung im Rahmen der Säkularisation im Jahr 1802. Es sind nur wenige Reste der alten Anlage erhalten, auf dem früheren Klostergrundstück wird heute ein Bestattungshaus (Sternstraße 1) und eine Baumschule (Sternstraße 7) betrieben.

## Geschichte
Im März 1452 bestätigte der zuständige apostolische Legat die Errichtung eines Konventes im Kloster  Essig. Die Klostergründung war um 1439 erfolgt. Ihr ging die Einrichtung eines Hospitals, einer Kapelle und eines Armenfriedhofes voraus. Diese Gebäude waren ab 1432 auf einem von dem Ehepaar Johann von Schleiden und Anna von Blankenheim gestifteten Grundstück errichtet worden; im September 1432 hatte der Pfarrer der St. Peter-Kirche im benachbarten Odendorf, Heinrich Woebel von Euskirchen, die entsprechende Zustimmung erteilt. Die genannte Kapelle (Patrozinien: B.M.V. Maria und Heiliger Jakob) hatte deren Erbauer, Nicolaus Sasse, im Oktober 1446 dem Erlöserorden zu Händen der Äbtissin des Klosters Sonnenberg in der Diözese Utrecht, Milla Ameloncks, überschrieben. Essig lag am alten Jakobus-Pilgerweg vom Bonner Jakobushospital wie auch an der ebenfalls von Pilgern genutzten mittelalterlichen Aachen-Frankfurter Heerstraße (von Rheinbach kommend, nach Euskirchen führend), und das hier errichtete Kloster sollte sich bedürftiger, durchreisender Gläubiger annehmen. Im Ort gab es einen Kreuzweg in Form der Sieben Fußfälle.
Das Kloster wurde zunächst von den Birgitten betrieben. Aber bereits 1454 übernahmen Kölner Augustiner-Chorfrauen den Betrieb. Der Kölner Erzbischof Adolf von Schaumburg unterstellte den Konvent 1551 dem Abt von Steinfeld. Ab 1663 oder 1666 führten dann weibliche Angehörige des nach der Augustinusregel lebenden Prämonstratenser-Ordens den im Bereich des Erzbistums Köln gelegenen Klosterbetrieb. Im Jahr 1716 lebten 16 nichtadelige Nonnen im Kloster.
1802 kam es zur Säkularisation in den linksrheinischen Gebieten; das Kloster wurde versteigert, das Inventar wurde 1803 aufgelöst und 1804 erfolgte die Niederlegung der Klosterkapelle. 1803 erhielt vermutlich die St. Georg-Kirche in Swisttal-Miel die Essiger Klosterorgel. Nach anderen Angaben wurde die Orgel zunächst an die evangelisch-reformierte Gemeinde in Odenkirchen (heute Ortsteil von Mönchengladbach) verkauft und von dort später an die katholische Pfarrkirche St. Martin in Hilberath verschenkt. Im Jahr 1905 wurde der größte Teil der Klostergebäude abgerissen. Auf dem hier geführten landwirtschaftlichen Betrieb entstand 1980 (durch Erbgang) die Baumschule Johannes Brauweiler, die sich auf Ziergehölze spezialisiert hat.
Von dem früheren  Kloster sind nur noch wenige Bauteile vorhanden. Teile der Umfassungsmauer blieben erhalten sowie ein im barocken Stil geschwungener Giebel des Haupthauses etwa vom Ende des 17. Jahrhunderts. Die Windfahne auf dem dazugehörenden Dach zeigt den siebenstrahligen  Marienstern. Ebenfalls sind Teile des Nebengebäudes vorhanden. Seit 1992 sind die vorhandenen Bauteile in die Essiger Denkmalschutzliste eingetragen. Die Straßennamen Sternstraße und Klosterstraße erinnern an das frühere Kloster.

## Trivia
Zum Klosterleben in Essig werden in der Gegend verschiedene Geschichten kolportiert, deren Wahrheitsgehalt nicht nachprüfbar ist. So soll sich im ausgehenden 18. Jahrhundert beim Anmarsch der französischen Truppen eine der Nonnen lebend einmauern haben lassen. Als die Soldaten die frischgemörtelte Mauer auf der Suche nach dem Klosterschatz aufbrachen, soll ihnen die verwirrte Nonne schreiend entgegen gesprungen sein. Der Überlieferung nach wurde sie daraufhin getötet.